# Liste der nationalen deutschen Tennismeister
Dieser Artikel bietet einen Überblick über alle Sieger der nationalen deutschen Tennismeisterschaften, Freiluft und in der Halle. Seit 1996 werden die nationalen deutschen Meisterschaften nur noch in der Halle ausgetragen.
Sieger der internationalen deutschen Meisterschaften befinden sich in der Liste der Damen sowie der Herren. Die nationalen Meister der DDR sind in der Liste der DDR-Meister zu finden.

## Freiluft (1897–1995)
| Jahr                         | Herren-Einzel          | Damen-Einzel          |
| ---------------------------- | ---------------------- | --------------------- |
| 1897                         | Georg Wantzelius       | –                     |
| 1898                         | Viktor Voß             | –                     |
| 1899                         | Viktor Voß             | –                     |
| 1900                         | A. W. Schulz           | –                     |
| 1901                         | Hans von Schneider     | –                     |
| 1902                         | Carl Lange             | –                     |
| 1903                         | Ferdinand Boelling     | –                     |
| 1904                         | Ferdinand Boelling     | –                     |
| 1905                         | Rudolf Schindler       | –                     |
| 1906                         | Oscar Kreuzer          | –                     |
| 1907                         | Peter Bartmann         | –                     |
| 1908                         | Friedrich-Wilhelm Rahe | –                     |
| 1909                         | Carl Lange             | –                     |
| 1910                         | Heinrich Schomburgk    | –                     |
| 1911                         | Friedrich-Wilhelm Rahe | –                     |
| 1912                         | Robert Spies           | –                     |
| 1913                         | Oscar Kreuzer          | –                     |
| 1914–1921: nicht ausgetragen |                        |                       |
| 1922                         | Robert Kleinschroth    | –                     |
| 1923–1924: nicht ausgetragen |                        |                       |
| 1925                         | Hans Moldenhauer       | Nelly Neppach         |
| 1926                         | Otto Froitzheim        | Ilse Friedleben       |
| 1927                         | Hans Moldenhauer       | Nelly Stephanus       |
| 1928                         | Friedrich Frenz        | Ellen Hoffmann        |
| 1929                         | Friedrich Frenz        | Hilde Krahwinkel      |
| 1930                         | Willy Bräuer           | Toni Schomburgk       |
| 1931: nicht ausgetragen      |                        |                       |
| 1932                         | Gustav Jänecke         | Ilse Friedleben       |
| 1933                         | Gottfried von Cramm    | Hilde Krahwinkel      |
| 1934                         | Gottfried von Cramm    | Cilly Aussem          |
| 1935                         | Gottfried von Cramm    | Margarethe Käppel     |
| 1936                         | Gottfried von Cramm    | Margarethe Käppel     |
| 1936: nicht ausgetragen      |                        |                       |
| 1937                         | Henner Henkel          | Annelies Ullstein     |
| 1938                         | Henner Henkel          | Marie Luise Horn      |
| 1939                         | Henner Henkel          | –                     |
| 1940                         | Henner Henkel          | Ursula (Ulla) Rosenow |
| 1941                         | Kurt Gies              | Ursula (Ulla) Rosenow |
| 1942                         | Konrad Eppler          | Margarethe Käppel     |
| 1943                         | Kurt Gies              | Hilde Doleschell      |
| 1944–1948: nicht ausgetragen |                        |                       |
| 1949                         | Engelbert Koch         | Alice von Tarney      |
| 1950                         | Ernst Buchholz         | Inge Pohmann          |
| 1951                         | Ernst Buchholz         | Inge Pohmann          |
| 1952                         | Ernst Buchholz         | Erika Vollmer         |
| 1953                         | Ernst Buchholz         | Inge Pohmann          |
| 1954                         | Engelbert Koch         | Erika Vollmer         |
| 1955                         | Rupert Huber           | Erika Vollmer         |
| 1956                         | Milan Branović         | Edda Buding           |
| 1957                         | Milan Branović         | Erika Vollmer         |
| 1958                         | Milan Branović         | Margot Dittmeyer      |
| 1959                         | Wolfgang Stuck         | Erika Vollmer         |
| 1960                         | Wolfgang Stuck         | Margot Dittmeyer      |
| 1961                         | Ingo Buding            | Margot Dittmeyer      |
| 1962                         | Wilhelm Bungert        | Edda Buding           |
| 1963                         | Wilhelm Bungert        | Edda Buding           |
| 1964                         | Dieter Ecklebe         | Helga Schultze        |
| 1965                         | Wilhelm Bungert        | Helga Masthoff        |
| 1966                         | Ingo Buding            | Helga Masthoff        |
| 1967                         | Ingo Buding            | Helga Schultze        |
| 1968                         | Hans-Joachim Plötz     | Helga Masthoff        |
| 1969                         | Jürgen Faßbender       | Helga Masthoff        |
| 1970                         | Hans-Jürgen Pohmann    | Helga Schultze        |
| 1971                         | Jürgen Faßbender       | Helga Masthoff        |
| 1972                         | Hans-Jürgen Pohmann    | Helga Masthoff        |
| 1973                         | Ulrich Pinner          | Helga Schultze        |
| 1974                         | Harald Elschenbroich   | Helga Schultze        |
| 1975                         | Karl Meiler            | Helga Masthoff        |
| 1976                         | Max Wünschig           | Helga Masthoff        |
| 1977                         | Peter Elter            | Helga Masthoff        |
| 1978                         | Ulrich Pinner          | Helga Masthoff        |
| 1979                         | Rolf Gehring           | Sylvia Hanika         |
| 1980                         | Max Wünschig           | Iris Riedel-Kühn      |
| 1981                         | Peter Elter            | Iris Riedel-Kühn      |
| 1982                         | Hans-Dieter Beutel     | Claudia Kohde-Kilsch  |
| 1983                         | Klaus Eberhard         | Eva Pfaff             |
| 1984                         | Andreas Maurer         | Isabel Cueto          |
| 1985                         | Rolf Gehring           | Sabine Hack           |
| 1986                         | Alexander Stepanek     | Isabel Cueto          |
| 1987                         | Paul Vojtischek        | Isabel Cueto          |
| 1988                         | Wolfgang Popp          | Sabine Gerke          |
| 1989                         | Paul Vojtischek        | Silke Frankl          |
| 1990                         | Hans-Jörg Schwaier     | Sabine Hack           |
| 1991                         | Patrik Kühnen          | Karin Kschwendt       |
| 1992                         | Damir Buljević         | Veronika Martinek     |
| 1993                         | Michael Geserer        | Karin Kschwendt       |
| 1994                         | Markus Naewie          | Petra Winzenhöller    |
| 1995                         | Scott Gessner          | Kerstin Traube        |

## Halle (seit 1961)
| Jahr    | Ort              | Herren-Einzel       | Damen-Einzel         | Herren-Doppel                         | Damen-Doppel                          |
| ------- | ---------------- | ------------------- | -------------------- | ------------------------------------- | ------------------------------------- |
| 1961    | Dortmund         | Peter Scholl        | Edda Buding          | Scholl/Stuck                          | nicht ausgetragen                     |
| 1962    | Dortmund         | Adolf Kreinberg     | Edda Buding          | Stuck/Elschenbroich                   | Buding/Schultze                       |
| 1963    | Dortmund         | Wolfgang Stuck      | Almut Sturm          | Ecklebe/Stuck                         | nicht ausgetragen                     |
| 1969    | Hannover         | Hans-Jürgen Pohmann | Heide Orth           | Faßbender/Meiler                      | Seebach/Winkens                       |
| 1970    | Hannover         | Uwe Gottschalk      | Edith Winkens        | Gottschalk/Arendt                     | Winkens/Ebbinghaus                    |
| 1971    | Hannover         | Karl Meiler         | Heide Orth           | Faßbender/Pohmann                     | Orth/Winkens                          |
| 1972    | Hannover         | Jürgen Faßbender    | Heide Orth           | Pohmann/Gottschalk                    | Orth/Winkens                          |
| 1973    | Hannover         | Frank Gebert        | Heide Orth           | Pinner/Neuner                         | Orth/Winkens                          |
| 1976    | Hamburg          | Werner Zirngibl     | Helga Masthoff       | Faßbender/Pohmann                     | Masthoff/Eisterlehner                 |
| 1977    | Hamburg          | Ulrich Marten       | Heidi Eisterlehner   | Probst/Elter                          | Ebbinghaus/Hanika                     |
| 1978    | Hamburg          | Ulrich Pinner       | Sylvia Hanika        | Eberhard/Kirchhübel                   | Eisterlehner/Hanika                   |
| 1979    | Hamburg          | Ulrich Marten       | Katja Ebbinghaus     | Marten/Pohmann                        | Eisterlehner/Hanika                   |
| 1980    | Hamburg          | Ulrich Marten       | Eva Pfaff            | Faßbender/Popp                        | Schultz/Winkens                       |
| 1980/81 | Hamburg          | Klaus Eberhard      | Heidi Eisterlehner   | Settelmayer/Zirnbigl                  | Eisterlehner/Pfaff                    |
| 1981    | Neumünster       | Karl Meiler         | Claudia Kohde-Kilsch | Gebert/Marten                         | Kohde-Kilsch/Pfaff                    |
| 1982    | Landshut         | Hans-Dieter Beutel  | Eva Pfaff            | Schulz/Pfannkoch                      | Schropp/Lütten                        |
| 1983    | Mainz            | Wolfgang Popp       | Eva Pfaff            | Beutel/Zipf                           | Keppeler/Schiemann                    |
| 1984    | Mainz            | Peter Pfannkoch     | Steffi Graf          | Jessel/Pfannkoch                      | Lechner/Keppeler                      |
| 1985    | Mainz            | Eric Jelen          | Steffi Graf          | Meinecke/Osterthun                    | Pfaff/Graf                            |
| 1986    | Mainz            | Patrik Kühnen       | Steffi Graf          | Popp/Riglewski                        | Meier/Porwik                          |
| 1987    | Mainz            | Eric Jelen          | Christina Singer     | Jelen/Kühnen                          | Lechner/Keppeler                      |
| 1988    | Mainz            | Markus Zoecke       | Steffi Menning       | Kopf/Schmidt                          | Meier/Singer                          |
| 1990    | Mainz            | Michael Stich       | Claudia Porwik       | Bauer/Geyer                           | Gerke/Oeljeklaus                      |
| 1992    | Bremen           | Alexander Mronz     | Claudia Porwik       | Goellner/Naewie                       | Frankl/Meier                          |
| 1996    | Mainz            | Nicolas Kiefer      | Christina Singer     | Geserer/Gollwitzer                    | Lohrmann/Zivec                        |
| 1997    | Mainz            | Rainer Schüttler    | Andrea Glass         | Nowicki/Kohlmann                      | Glass/Rittner                         |
| 1998    | Mainz            | Markus Hantschk     | Julia Abe            | Bandermann/Behrend                    | Abe/Wöhr                              |
| 1999    | Mainz            | Michael Kohlmann    | Martina Müller       | nicht ausgetragen                     | nicht ausgetragen                     |
| 2000    | Mainz            | Axel Pretzsch       | Miriam Schnitzer     | nicht ausgetragen                     | nicht ausgetragen                     |
| 2001    | Quierschied      | Christian Vinck     | Anca Barna           | Braasch/Nicklisch                     | Arn/Barna                             |
| 2002    | Quierschied      | Markus Hantschk     | Anca Barna           | nicht ausgetragen                     | nicht ausgetragen                     |
| 2003    | Quierschied      | Maximilian Abel     | Stephanie Gehrlein   | nicht ausgetragen                     | nicht ausgetragen                     |
| 2004    | Isernhagen       | Philipp Petzschner  | Angelika Bachmann    | nicht ausgetragen                     | nicht ausgetragen                     |
| 2005    | Isernhagen       | Torsten Popp        | Martina Müller       | nicht ausgetragen                     | nicht ausgetragen                     |
| 2006    | Berlin (Seeburg) | Tobias Summerer     | Kristina Barrois     | Marc Meigel/Angelika Bachmann (Mixed) | Marc Meigel/Angelika Bachmann (Mixed) |
| 2007    | Biberach         | Andreas Beck        | Andrea Petković      | nicht ausgetragen                     | nicht ausgetragen                     |
| 2008    | Offenburg        | Florian Mayer       | Kristina Barrois     | nicht ausgetragen                     | nicht ausgetragen                     |
| 2009    | Offenburg        | Cedrik-Marcel Stebe | Andrea Petković      | nicht ausgetragen                     | nicht ausgetragen                     |
| 2010    | Biberach         | Peter Gojowczyk     | Sina Haas            | nicht ausgetragen                     | nicht ausgetragen                     |
| 2011    | Biberach         | Jan-Lennard Struff  | Dinah Pfizenmaier    | nicht ausgetragen                     | nicht ausgetragen                     |
| 2012    | Biberach         | Jan-Lennard Struff  | Annika Beck          | nicht ausgetragen                     | nicht ausgetragen                     |
| 2013    | Biberach         | Daniel Brands       | Anna-Lena Friedsam   | nicht ausgetragen                     | nicht ausgetragen                     |
| 2014    | Biberach         | Andreas Beck        | Antonia Lottner      | nicht ausgetragen                     | nicht ausgetragen                     |
| Jahr    | Ort              | Herren-Einzel       | Damen-Einzel         | Mixed                                 | Mixed                                 |
| 2015    | Biberach         | Oscar Otte          | Anna-Lena Friedsam   | Carina Witthöft/Yannick Hanfmann      | Carina Witthöft/Yannick Hanfmann      |
| 2016    | Biberach         | Michael Berrer      | Carina Witthöft      | Anna Zaja/Yannick Maden               | Anna Zaja/Yannick Maden               |
| 2017    | Biberach         | Daniel Masur        | Tamara Korpatsch     | Lena Rüffer/Yannick Maden             | Lena Rüffer/Yannick Maden             |
| 2018    | Biberach         | Mats Moraing        | Anna-Lena Friedsam   | Jule Niemeier/Daniel Masur            | Jule Niemeier/Daniel Masur            |
| 2019    | Biberach         | Daniel Masur        | Antonia Lottner      | Anna Klasen/Hannes Wagner             | Anna Klasen/Hannes Wagner             |
| 2020    | Biberach         | Benjamin Hassan     | Noma Noha Akugue     | nicht ausgetragen                     | nicht ausgetragen                     |
| 2021    | Biberach         | Henri Squire        | Eva Lys              | nicht ausgetragen                     | nicht ausgetragen                     |
| 2022    | Biberach         | Jakob Schnaitter    | Ella Seidel          | nicht ausgetragen                     | nicht ausgetragen                     |
| 2023    | Biberach         |                     |                      | nicht ausgetragen                     | nicht ausgetragen                     |
| 2024    | Biberach         |                     |                      | nicht ausgetragen                     | nicht ausgetragen                     |